# Ecsenius kurti
Ecsenius kurti is een  straalvinnige vissensoort uit de familie van naakte slijmvissen (Blenniidae). De wetenschappelijke naam van de soort is voor het eerst geldig gepubliceerd in 1988 door Springer.
De soort staat op de Rode Lijst van de IUCN als Kwetsbaar, beoordelingsjaar 2009.